# Duffy
Aimee Anne Duffy (Bangor, 23 juni 1984) is een Welshe zangeres en songwriter. Haar stem wordt vaak vergeleken met die van Dusty Springfield en Amy Winehouse.

## Biografie
Duffy werd in 1984 geboren in het stadje Bangor en groeide op in Nefyn. Haar ouders scheidden toen ze tien jaar oud was en ze verhuisde met onder andere haar moeder en tweelingzus naar een andere stad. Toen Duffy vijftien jaar was, zong ze in verschillende lokale bands. In 2003 deed ze mee aan Wawffactor, een alternatieve versie van Pop Idol en eindigde als tweede. Na die deelname was ze een graag geziene artiest in de lokale jazz- en bluescafés. Een platencontract volgde en haar doorbraak was in november een feit, toen ze mocht optreden in de BBC2-show Later with Jools Holland.
Sinds maart 2008 lag haar debuutalbum Rockferry in de winkels. Daar staat onder andere de eerste single Mercy op. De single was Megahit op de Nederlandse publieke radiozender NPO 3FM en bereikte de nummer 1-positie in de Nederlandse Top 40 op Radio 538 en de 3e positie in de publieke hitlijst; de Mega Top 50 op NPO 3FM. Ook werd deze single gebruikt in het voetbalspel FIFA 09. In mei 2008 werd de tweede single Warwick Avenue uitgebracht. De derde single was Rain On Your Parade, gevolgd door de vierde single van het album: Stepping Stone.
Het tweede album van Duffy, Endlessly, verscheen in 2010, maar is minder succesvol dan het debuut.
Duffy zong met Ben Saunders in de finale van The voice of Holland.
In februari 2020 maakte Duffy bekend waarom ze in 2011 uit de schijnwerpers stapte. In een bericht op Instagram maakt ze bekend dat ze werd ontvoerd, gedrogeerd en verkracht. Naar eigen zeggen werd ze een aantal dagen vastgehouden en misbruikt. De zangeres maakte niet bekend wie haar belager was.

## Discografie

### Albums
| Album met eventuele hitnotering(en) in de Nederlandse Album Top 100 | Datum van verschijnen | Datum van binnenkomst | Hoogste positie | Aantal weken | Opmerkingen |
| ------------------------------------------------------------------- | --------------------- | --------------------- | --------------- | ------------ | ----------- |
| Rockferry                                                           | 03-03-2008            | 22-03-2008            | 2               | 93           | 3 x Platina |
| Endlessly                                                           | 26-11-2010            | 04-12-2010            | 6               | 24           |             |

| Album met hitnotering(en) in de Vlaamse Ultratop 200 albums | Datum van verschijnen | Datum van binnenkomst | Hoogste positie | Aantal weken | Opmerkingen |
| ----------------------------------------------------------- | --------------------- | --------------------- | --------------- | ------------ | ----------- |
| Rockferry                                                   | 2008                  | 15-03-2008            | 4               | 63           | Platina     |
| Endlessly                                                   | 2010                  | 04-12-2010            | 18              | 17           |             |

### Singles
| Single met eventuele hitnotering(en) in de Nederlandse Top 40 | Datum van verschijnen | Datum van binnenkomst | Hoogste positie | Aantal weken | Opmerkingen              |
| ------------------------------------------------------------- | --------------------- | --------------------- | --------------- | ------------ | ------------------------ |
| Rockferry                                                     | 2007                  | -                     | -               | -            | -                        |
| Mercy                                                         | 25-02-2008            | 08-03-2008            | 1(2wk)          | 18           | #1 in de Single Top 100  |
| Warwick avenue                                                | 26-05-2008            | 28-06-2008            | 19              | 11           | #9 in de Single Top 100  |
| Rain on your parade                                           | 21-11-2008            | 13-12-2008            | 31              | 6            | #38 in de Single Top 100 |
| Stepping stone                                                | 01-09-2008            | 21-03-2009            | 26              | 5            | #34 in de Single Top 100 |
| Well, well, well                                              | 04-10-2010            | 30-10-2010            | tip2            | -            | #16 in de Single Top 100 |
| Keeping my baby                                               | 2011                  | 02-04-2011            | tip9            | -            |                          |

| Single met hitnotering(en) in de Vlaamse Ultratop 50 | Datum van verschijnen | Datum van binnenkomst | Hoogste positie | Aantal weken | Opmerkingen |
| ---------------------------------------------------- | --------------------- | --------------------- | --------------- | ------------ | ----------- |
| Mercy                                                | 2008                  | 15-03-2008            | 3               | 33           | Goud        |
| Warwick avenue                                       | 2008                  | 12-07-2008            | 14              | 26           |             |
| Rain on your parade                                  | 2008                  | 06-12-2008            | 27              | 11           |             |
| Stepping stone                                       | 2008                  | 11-04-2009            | 27              | 6            |             |
| Well, well, well                                     | 2010                  | 30-10-2010            | 16              | 12           |             |

### NPO Radio 2 Top 2000
| Nummers met noteringen in de NPO Radio 2 Top 2000 | '09  | '10 | '11  | '12  | '13  | '14  |
| ------------------------------------------------- | ---- | --- | ---- | ---- | ---- | ---- |
| Mercy                                             | 787  | 812 | 1043 | 1807 | 1896 | -    |
| Rockferry                                         | 1803 | -   | -    | -    | -    | -    |
| Warwick Avenue                                    | 710  | 721 | 923  | 1247 | 1426 | 1870 |

1. ↑  Een '-' betekent dat het nummer niet was genoteerd en een vetgedrukt getal geeft de hoogste notering van een nummer aan.
2. ↑  2009 was het eerste jaar met een notering voor Duffy.
3. ↑  Deze tabel is bijgewerkt tot en met de laatste editie (2024).